# Australia's Next Top Model (ottava stagione)

## Svolgimento
L'ottava stagione di Australia's Next Top Model è andata in onda dal 9 luglio al 24 settembre 2013 sul canale FOX8, sotto la conduzione della modella Jennifer Hawkins, che ha sostituito Sarah Murdoch, la quale già da tempo aveva annunciato l'intenzione di ritirarsi dallo show.
La Hawkins figurava anche in qualità di giudice insieme ai due volti noti confermati dalle precedenti edizioni, Alex Perry e Charlotte Dawson e alla new entry Didier Cohen. La vincitrice è stata la sedicenne di Melbourne Melissa Juratowich, la quale ha ricevuto un contratto con la "IMG Sydney", e un contratto come testimonial per la "IMG" a Londra, New York, Milano e Parigi; inoltre, poserà per la copertina e per un servizio di sei pagine sulla rivista "Harper's Bazaar" Australia, 20.000 dollari dalla TRESemmé, una Nissan 370z e un viaggio pagato a Parigi.
Le audizioni per questa edizione sono iniziate il 13 gennaio 2013 ad Adelaide e si sono protratte sino al 23 gennaio toccando le maggiori città australiane come Perth, Brisbane, Townsville, Melbourne e naturalmente Sydney; le partecipanti dovevano avere un'età non inferiore ai 16 anni ed un'altezza di almeno 172 cm, non avere una solida carriera avviata nel mondo della moda ed avere la cittadinanza australiana.
Questa edizione ha toccato diverse destinazioni internazionali, come Bangkok, in Thailandia e Port Louis, Mauritius.
Per la prima volta, una concorrente, Taylah Roberts, è stata squalificata per aver causato danni fisici ad un'altra concorrente.

## Riassunti
In questa edizione, cinquanta ragazze sono state selezionate per partecipare al casting finale (il pubblico ne conosceva una al giorno); venticinque sono state subito eliminate e le altre hanno posato per un servizio fotografico, al termine del quale, dopo la deliberazione, la giuria ha scelto le quindici finaliste idonee a competere per il titolo. 

### Concorrenti
(L'età si riferisce al tempo della messa in onda del programma)
| Concorrenti          | Età | Provenienza                       | Altezza | Posizione          |
| -------------------- | --- | --------------------------------- | ------- | ------------------ |
| Chanique Greyling    | 20  | Newcastle, Nuovo Galles del Sud   | 175 cm  | 15.                |
| Taylor Henley        | 16  | Adelaide, Australia Meridionale   | 175 cm  | 14.                |
| Rhiannon Bradshaw    | 19  | Brisbane, Queensland              | 173 cm  | 13.                |
| Brooke Hogan         | 21  | Melbourne, Victoria               | 181 cm  | 12./11.            |
| April Harvey         | 18  | Tweed Heads, Nuovo Galles del Sud | 173 cm  | 12./11.            |
| Taylah Roberts       | 17  | Perth, Australia Occidentale      | 175 cm  | 10. (Squalificata) |
| Madeline Cowe        | 20  | Cairns, Queensland                | 176 cm  | 9.                 |
| Ashley Pogmore       | 18  | Sydney, Nuovo Galles del Sud      | 172 cm  | 8.                 |
| Shannon Richardson   | 17  | Gold Coast, Queensland            | 175 cm  | 7.                 |
| Jade Collins         | 20  | Sydney, Nuovo Galles del Sud      | 177 cm  | 6./5.              |
| Dajana Bogojevic     | 17  | Queanbeyan, Nuovo Galles del Sud  | 173 cm  | 6./5.              |
| Abbie Weir           | 17  | Maclean, Nuovo Galles del Sud     | 183 cm  | 4.                 |
| Nyadak "Duckie" Thot | 17  | Melbourne, Victoria               | 180 cm  | 3.                 |
| Shanali Martin       | 16  | Melbourne, Victoria               | 177 cm  | 2.                 |
| Melissa Juratowich   | 16  | Melbourne, Victoria               | 172 cm  | Vincitrice         |

### Ordine di eliminazione
| Order | Episodi  | Episodi  | Episodi  | Episodi  | Episodi  | Episodi  | Episodi  | Episodi | Episodi | Episodi | Episodi | Episodi | Episodi |
| Order | 1        | 2        | 3        | 4        | 5        | 6        | 7        | 8       | 9       | 10      | 11      | 12      | 12      |
| ----- | -------- | -------- | -------- | -------- | -------- | -------- | -------- | ------- | ------- | ------- | ------- | ------- | ------- |
| 1     | Abbie    | April    | Taylah   | Melissa  | Melissa  | Jade     | Duckie   | Shanali | Dajana  | Abbie   | Shanali | Shanali | Melissa |
| 2     | Ashley   | Brooke   | Melissa  | Madeline | Jade     | Madeline | Jade     | Abbie   | Duckie  | Shanali | Melissa | Melissa | Shanali |
| 3     | Dajana   | Duckie   | Duckie   | Shanali  | Duckie   | Ashley   | Dajana   | Dajana  | Abbie   | Melissa | Duckie  | Duckie  |         |
| 4     | Rhiannon | Melissa  | Rhiannon | Duckie   | Shanali  | Shanali  | Shanali  | Duckie  | Jade    | Duckie  | Abbie   |         |         |
| 5     | Taylah   | Ashley   | Shannon  | Ashley   | Abbie    | Dajana   | Shannon  | Melissa | Melissa | Dajana  |         |         |         |
| 6     | Shanali  | Taylah   | Jade     | Taylah   | Shannon  | Abbie    | Ashley   | Shannon | Shanali | Jade    |         |         |         |
| 7     | Chanique | Shanali  | Brooke   | Jade     | Madeline | Shannon  | Abbie    | Jade    | Shannon |         |         |         |         |
| 8     | Brooke   | Dajana   | Dajana   | Brooke   | Dajana   | Duckie   | Melissa  | Ashley  |         |         |         |         |         |
| 9     | Taylor   | Abbie    | Ashley   | Shannon  | Ashley   | Melissa  | Madeline |         |         |         |         |         |         |
| 10    | Madeline | Taylor   | April    | April    | Taylah   | Taylah   |          |         |         |         |         |         |         |
| 11    | Jade     | Madeline | Abbie    | Dajana   | April    |          |          |         |         |         |         |         |         |
| 12    | Duckie   | Rhiannon | Shanali  | Abbie    | Brooke   |          |          |         |         |         |         |         |         |
| 13    | Shannon  | Jade     | Madeline | Rhiannon |          |          |          |         |         |         |         |         |         |
| 14    | Melissa  | Shannon  | Taylor   |          |          |          |          |         |         |         |         |         |         |
| 15    | April    | Chanique |          |          |          |          |          |         |         |         |         |         |         |

- Nel primo episodio, l'ordine di chiamata per la scelta delle 15 finaliste è casuale
- Nel quinto episodio, April e Brooke sono al ballottaggio ed entrambe vengono eliminate
- Nel sesto episodio, Taylah viene squalificata dalla competizione per aver causato, durante un gioco, dei danni alla concorrente Ashley; Duckie e Melissa sono al ballottaggio per l'eliminazione, ma viene data ad entrambe un'altra chance
- Nel decimo episodio, le concorrenti al ballottaggio sono tre anziché due

     La concorrente viene eliminata
     La concorrente viene squalificata
     La concorrente è al ballottaggio per l'eliminazione ma viene salvata
     La concorrente vince il programma

### Servizi
- Episodio 1, Photoshoot: Galeotte con stile (Casting)
- Episodio 2, Photoshoot: Viaggiatrici disperse a Bangkok
- Episodio 3, Photoshoot: Modelle in palestra
- Episodio 4, Photoshoot: Casalinghe anni '50
- Episodio 5, Photoshoot: Intimo vintage a Hyde Park
- Episodio 6, Photoshoot: In coppia nel deserto
- Episodio 7, Photoshoot: Pubblicità "Colgate"
- Episodio 8, Photoshoot: Surf con i gemelli Stenmark
- Episodio 9, Photoshoot: Servizio per "Cosmopolitan" con specchi
- Episodio 10, Photoshoot: Alta moda androgina in bianco e nero
- Episodio 11, Photoshoot: Stile gotico sulla spiaggia di Port Louis/ In abiti colorati per le strade